# Hartford (Vermont)
Pour les articles homonymes, voir Hartford.
Hartford est une ville du Vermont aux États-Unis. Au recensement de 2000, la ville comptait 9952 habitants. Elle est située à la confluence de la White River  et du Fleuve Connecticut; La rivière Ottauquechee traverse également la ville. La ville possède cinq villages non incorporés : Hartford, Quechee, West Hartford, White River Junction et Wilder.

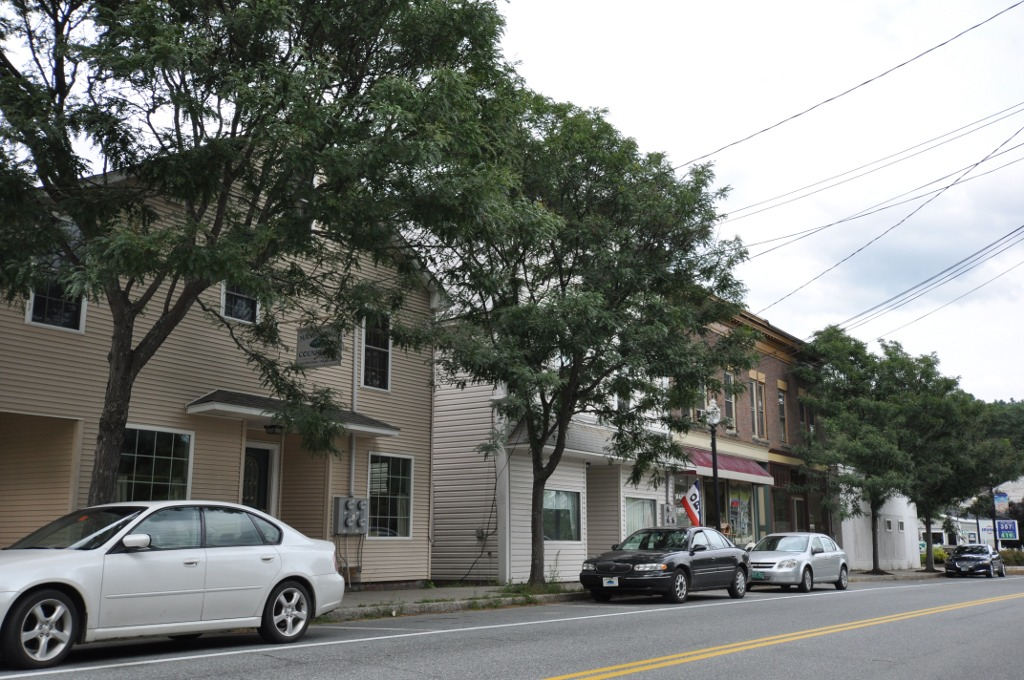

## Histoire
La ville a reçu sa charte de la part du Gouverneur Benning Wentworth du New Hampshire en 1716, et a été nommé ainsi en fonction de Hartford (Connecticut)

## Démographie
Au recensement de 2000, il y avait 10 367 habitants, 4 509 ménages et 2 800 familles qui résidaient dans la ville. La densité de population était de 88,7 habitants par km². Il y avait 5493 maisons dont une moyenne de 47 par km². La ville était composée de 97,02 % de blancs, 0,55 % de noirs, 0,85 % d'hispaniques ou latinos et 0,88 % d'asiatiques.

## Personnes liées à la ville
- Phillips Lord, présentateur radio et acteur[4].
- William Strong, Membre du Congrès[5].
- Andrew Tracy (1797–1868), Membre du Congrès[6].